# Bataille de Thymbrée
La bataille de Thymbrée, qui eut lieu dans les derniers mois de -547 ou les premiers de -546, fut la bataille décisive de la guerre entre Cyrus II, de la dynastie Achéménide, et Crésus, roi de Lydie. Cyrus, ayant pénétré en Lydie à la suite de la bataille de la Ptérie, se porta à la rencontre de l'armée de Crésus dans une plaine au nord de Sardes. Malgré les renforts reçus par les Lydiens, Cyrus remporta une victoire totale en dépit d'un désavantage numérique de un contre deux. À la suite de cette bataille, les Perses mirent le siège devant Sardes, qui tomba deux semaines plus tard, et la Lydie fut conquise par la Perse.

## La bataille
Cyrus déploya largement ses troupes, refusant de se placer dans une vaste formation en carré. Les flancs étaient couverts par les chars, la cavalerie et sa meilleure infanterie, ainsi qu'un corps de chameaux improvisé dont le seul but était de perturber la cavalerie lydienne. En effet, à Ptérie, l'un des généraux de Cyrus avait remarqué que les chevaux lydiens étaient effrayés par les chameaux perses utilisés pour le transport des bagages.
Comme Cyrus l'avait prévu, les ailes de l'armée lydienne tentèrent d'envelopper cette nouvelle formation. Alors qu'ils faisaient mouvement, des brèches apparurent dans les flancs lydiens et le désordre fut accru par le tir des archers perses et de leurs tours mobiles. Cyrus donna alors l'ordre de l'attaque et ses unités de flancs brisèrent les ailes désorganisées de l'armée de Crésus. Cyrus envoya alors son arme secrète, le corps de chameaux.
Sentant l'odeur des chameaux, les chevaux lydiens paniquèrent. Les forces de Cyrus profitèrent de cet avantage en concentrant le tir des archers et des tours mobiles sur la cavalerie désormais désorganisée des Lydiens. Les cavaliers lydiens démontèrent et tentèrent de se battre à pied mais leurs lances étaient trop peu maniables pour être efficaces. L'effondrement des deux flancs lydiens en résulta et la cavalerie perse déborda les forces de Crésus, qui fut contraint de battre en retraite avec de lourdes pertes. Cette retraite se transforma en déroute, les Lydiens survivants courant se mettre à l'abri derrière les murs de Sardes. Les mercenaires égyptiens furent les seuls à tenir bon mais durent finalement se rendre et Cyrus leur offrit des conditions de reddition généreuses, leur permettant de rester en Anatolie.
Hérodote a donné un compte-rendu du déroulement de la bataille et de son issue dans ses Histoires.

## Conséquences
Après la bataille, toute la Lydie fut annexée par la Perse, y compris les cités grecques d'Ionie et d'Éolide, ce qui fut l'une des causes des guerres médiques. Les survivants de l'armée lydienne se réfugièrent à l'intérieur des cités d'Éphèse et de Sardes, ville qui fut prise après un court siège. Selon Hérodote, Cyrus traita Crésus avec respect après l'avoir fait prisonnier.